# مهار جانبی

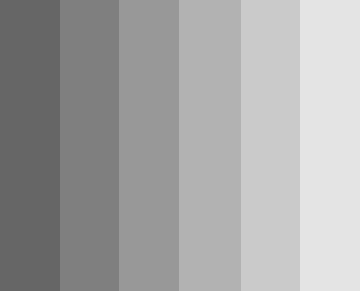
در امتداد مرز بین سایه های مجاور خاکستری در توهم باند Mach ، مهار جانبی باعث می شود که منطقه تیره تر به طرز تاریک تر تاریک تر به نظر برسد و منطقه سبک تر به طور کاذب حتی سبک تر به نظر برسد.

مهار جانبی (به انگلیسی: Lateral inhibition) در علوم اعصاب،  ظرفیت یک نورون هیجان زده برای کاهش فعالیت همسایگان است. مهار جانبی باعث افزایش پتانسیل عمل از سلولهای عصبی برانگیخته به نورونهای همسایه در جهت جانبی نمی‌شود. این مهار جانبی یک تضاد تحریکی ایجاد می کند که باعث افزایش ادراک حسی می شود که به آن   آنتاگونیسم جانبی نیز گفته می شود و در درجه اول در فرایندهای بینایی ، بلکه در پردازش لمسی ، شنوایی و حتی بویایی اتفاق می افتد.  سلولهایی که از مهار جانبی استفاده می کنند ، در درجه اول در قشر مغز و تالاموس ظاهر می شوند و شبکه های بازدارنده جانبی (LIN ها) را تشکیل می دهند.  مهار جانبی مصنوعی در سیستم های حسی مصنوعی مانند تراشه های بینایی ،  سیستم شنوایی ،  و موش های نوری گنجانیده شده است.   نکته قابل توجه اغلب این است که اگرچه مهار جانبی به معنای مکانی تجسم می شود ، اما تصور می شود که در آنچه که به عنوان "مهار جانبی در ابعاد انتزاعی" شناخته می شود نیز وجود دارد. این به مهار جانبی بین نورون ها که به معنای مکانی همجوار نیستند ، اشاره دارد ، اما از لحاظ مدول محرک است. تصور می شود این پدیده به تبعیض رنگ کمک می کند. 

## تاریخ

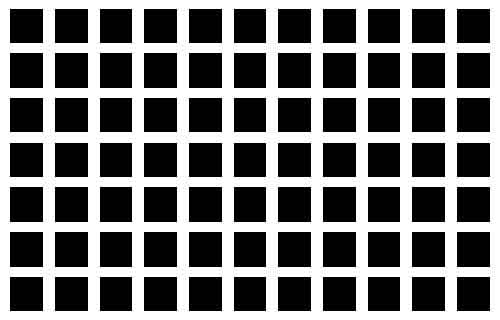
توهم نوری ناشی از مهار جانبی: توهم شبکه هرمان

مفهوم مهار عصبی (در سیستم های حرکتی) برای دکارت و معاصرانش به خوبی شناخته شده بود.  مهار حسی در بینایی توسط ارنست ماخ در سال 1865 استناد به استنباط شده است؛ همان طور که در نوار ماش به تصویر کشیده شده است .   مهار در سلولهای عصبی حسی منفرد در سال 1949 توسط  Haldan K. Hartline  ، هنگامی که وی از لگاریتم ها برای بیان اثر زمینه های گیرنده گانگلیون استفاده می کرد ، کشف و مورد بررسی قرار گرفت. الگوریتم های وی همچنین به توضیح آزمایش انجام شده توسط دیوید اچ هابل و تورستن ویزل که بیانگر تنوع پردازش حسی ، از جمله مهار جانبی ، در گونه های مختلف است ، کمک می کند. 
در سال 1956 ، هارتلین طی آزمایشگاهی که با کمک هنری ج واگنر و فلوید راتلیف انجام شد ، این مفهوم از مهار جانبی در  را در چشمخرچنگ نعل اسبی (Limulus polyphemus)   مجدداً مورد بررسی قرار داد. هارتلین به دلیل عملکرد مشابه و آناتومی فیزیولوژیکی خرچنگ نعل اسبی با نورهای گیرنده در چشم انسان ، آناتومی اوماتیدیوم را در آنها جستجو کرد. همچنین ، گیرنده های نوری آنها بسیار بزرگتر از گیرنده های نوری در انسان هستند ، که این امر مشاهده و ضبط آنها را آسان تر می کند. هارتلین پاسخ سیگنال اوماتیدیوم را زمانی که یک پرتوی متمرکز سه واحد از اطراف هدایت شد ، مقایسه کرد .  وی همچنین از نظریه خود در مورد مهار جانبی حمایت کرد زیرا سیگنال پاسخ یک واحد زمانی که واحدهای اطراف در معرض نور قرار نبودند قوی تر بود. 

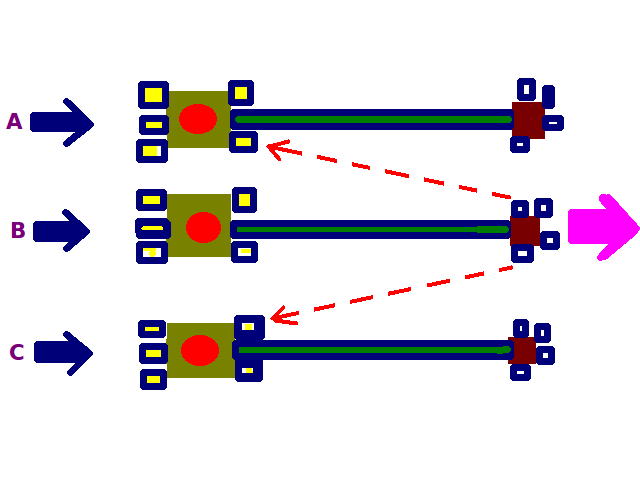
محرکی که بر هر سه نورون تأثیر بگذارد ، اما بر قویترین یا اولین B اثر می گذارد ، اگر B سیگنالهای جانبی به همسایگان A و C ارسال کند تا آتش نشوند ، از این طریق آنها را مهار می کند. از مهار جانبی در بینایی برای تیز کردن سیگنال های مغز (پیکان صورتی) استفاده می شود.

جورج فون بیکسی در کتاب خود به نام مهار حسی  طیف گسترده ای از پدیده های بازدارنده در سیستم های حسی   را مورد بررسی قرار می دهد و آنها را از لحاظ تیزکننده تفسیر می کند. 

### مهار دیداری
مهار جانبی در فرایند پاسخ دیداری ، کنتراست رنگ ها و تندی را افزایش میدهد  . این پدیده  در شبکیه پستانداران رخ می دهد. در تاریکی ، یک محرک نور بسیار کوچک فرق بین دریافت کننده های نوری  ( سلول های میله ) را مشخص خواهد نمود . میله های مرکز این محرک ها ، سیگنال "نوری" را به مغز منتقل می کنند ؛ در مقابل ، میله های مختلف در خارج از محرک ، سیگنال "تاریکی" را بر اثر مهار جانبی توسط سلول های افقی به مغز منتقل میکنند. این کنتراست بین نور و تاریکی تصویری واضح تر ایجاد می کند. (مقایسه پوشش ناپسند در پردازش دیجیتال). این مکانیسم همچنین اثر دیداری نوار Mach را ایجاد می کند. 

## منبع
- مشارکت‌کنندگان ویکی‌پدیا. «Lateral inhibition». در دانشنامهٔ ویکی‌پدیای انگلیسی، بازبینی‌شده در ۵ اوت ۲۰۲۰.